# Templo de Amón (Beit el-Wali)

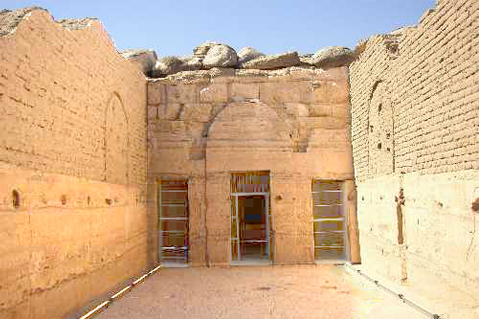
Antepatio del templo de Beit el-Wali.

El Templo de Beit el-Wali es un templo del Antiguo Egipto, tallado en la roca, situado en Nubia. Construido por el faraón Ramsés II y dedicado a las deidades Amón-Ra, Ra-Horajtis, Khnum y Anuket, fue el primero de una serie de templos construidos por Ramsés II en esta región. 
Su nombre, Beit el-Wali, significa 'Casa del Hombre Santo' y puede indicar su uso previo por un ermitaño cristiano en algún momento del pasado. El templo fue reubicado durante la década de 1960 como resultado del proyecto de la presa de Asuán y se trasladó a un terreno más alto junto con el templo de Kalabsha. Este traslado se coordinó con un equipo de arqueólogos polacos, financiado conjuntamente por un instituto suizo y otro de Chicago. El templo estaba situado originalmente a 50 kilómetros al sur de Asuán.

## Historia política

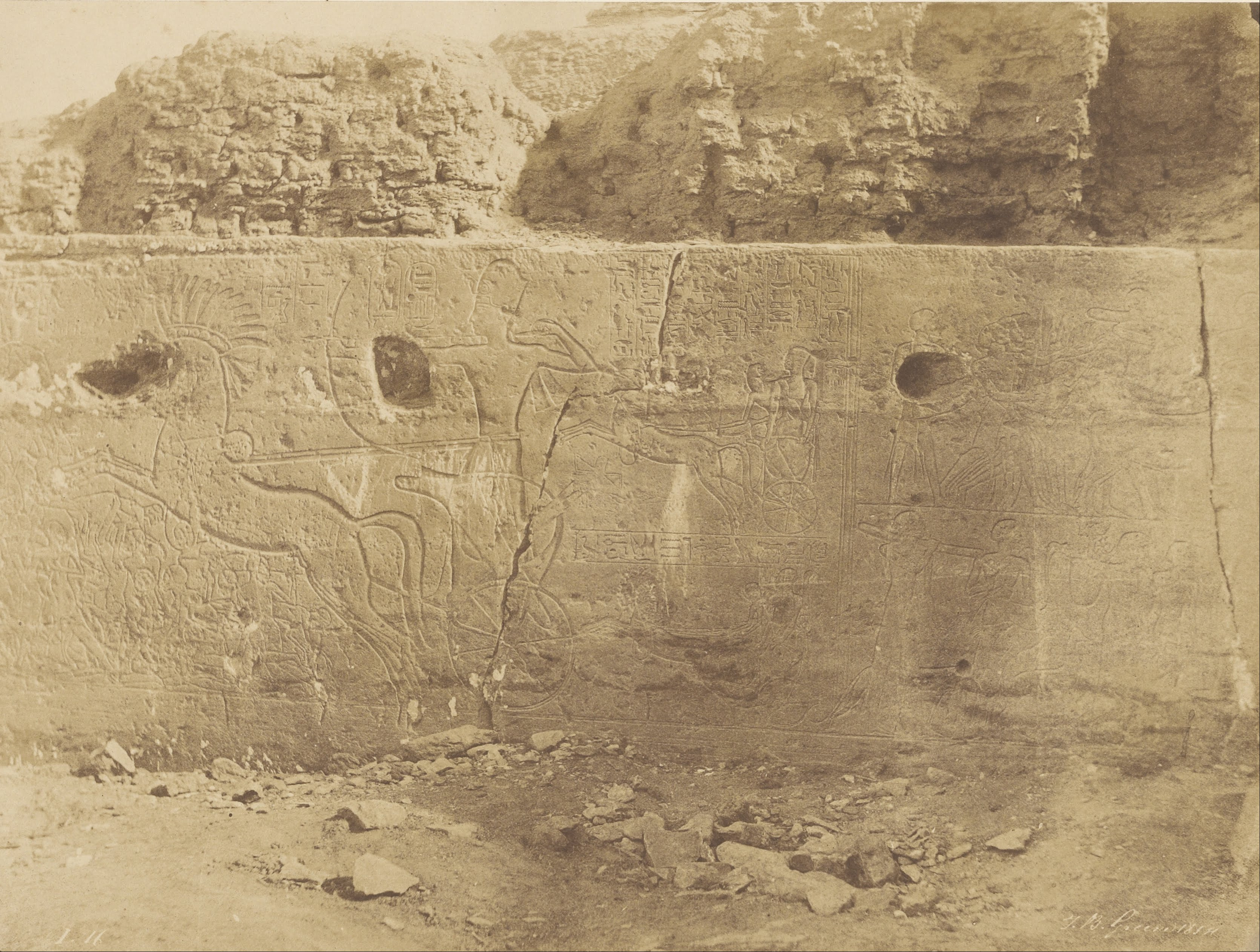
Foto más antigua conocida, 1854 por John Beasley Greene.

Los templos nubios de Ramsés II (es decir, Uadi es-Sebua, Beit el-Wali y Abu Simbel), formaban parte de una política patrocinada por el Estado destinada a mantener el control egipcio sobre esta zona. Durante el período del Imperio Nuevo de Egipto, Nubia no sólo estaba gobernada por funcionarios egipcios, sino que también estaba sujeta a:
"Una deliberada política de aculturación, cuya intención era romper la identidad nubia. Muchos de los líderes nubios fueron educados en Egipto y adoptaron su vestimenta, sus costumbres funerarias y su religión. Hablaban el idioma egipcio e incluso cambiaron sus nombres por los egipcios. La decoración de los templos era, hasta cierto punto, propaganda real destinada a intimidar a la población (local).".

## Arquitectura y decoración del templo

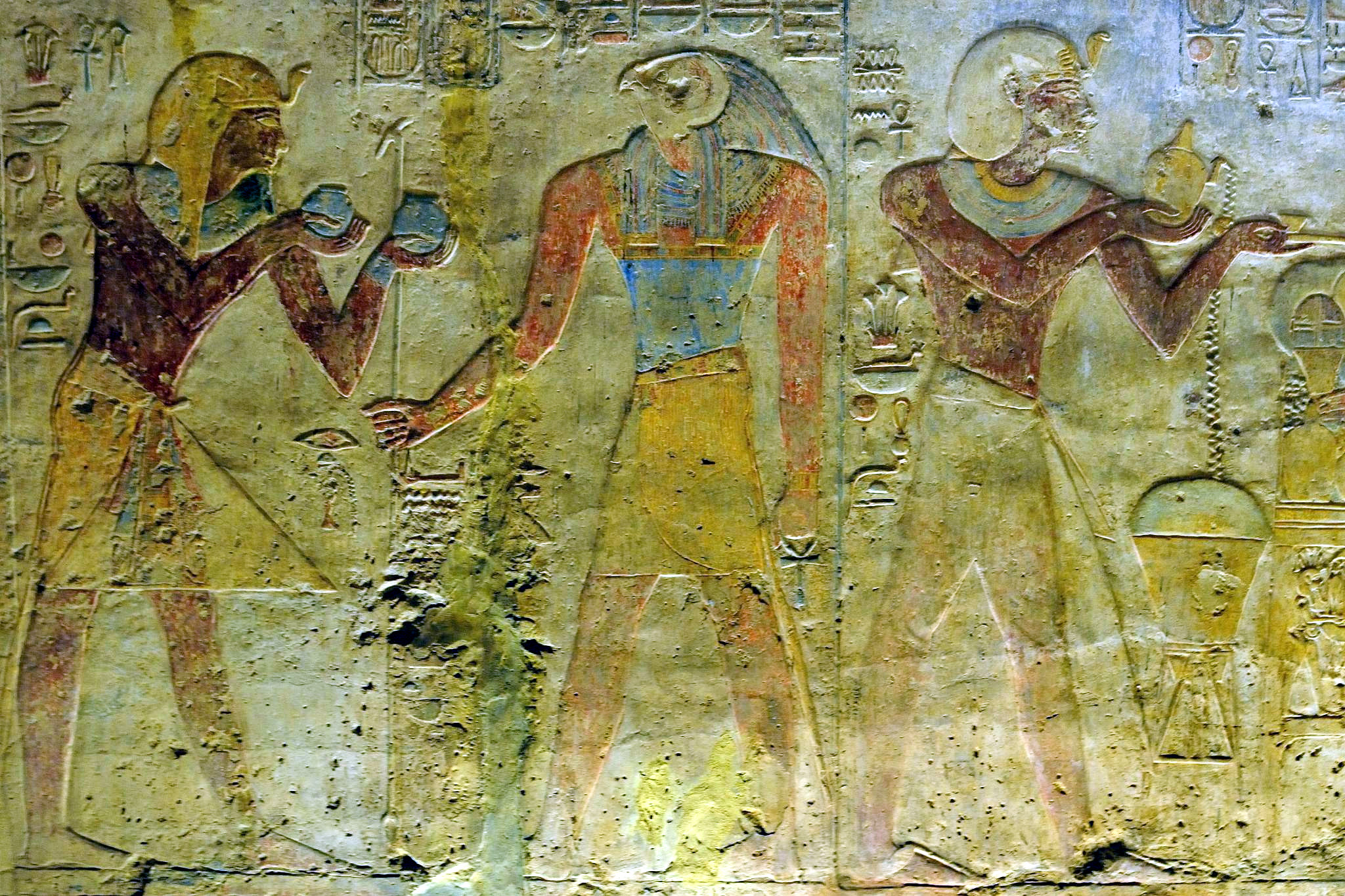
Relieve de Ramsés II haciendo una ofrenda a Horus.

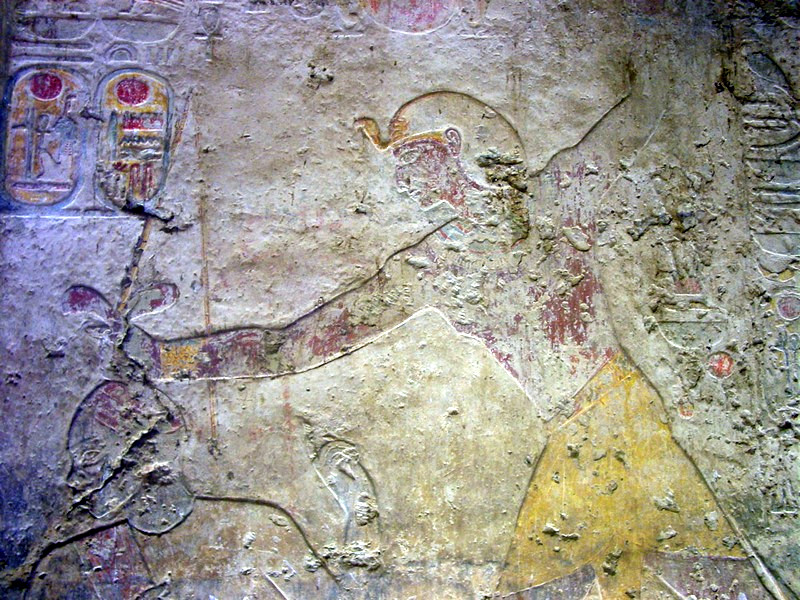
Relieve de Ramsés II hiriendo a un enemigo de Egipto.

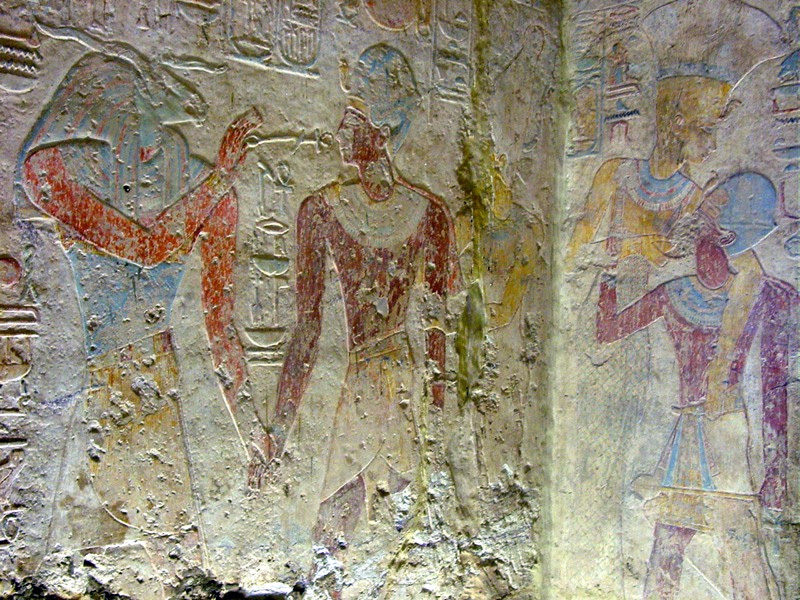
Relieve de Ramsés II siendo amamantado por Anuket e insuflado de vida por Khnum.

El templo de Beit el-Wali es pequeño, y fue construido en un nivel simétrico. Está formado por una explanada, una antesala con dos columnas y un santuario excavado en la roca circundante, a excepción de la entrada y el portal. El templo estaba frente a un pilono.
Al principio del período copto el templo fue utilizado como iglesia. Muchos de los primeros viajeros europeos visitaron el templo, cuyos detalles arquitectónicos y artísticos fueron publicados por Günther Roeder. en 1938.